# 田富町
田富町（たとみちょう）は、かつて山梨県にあった町。2006年2月20日、隣接する玉穂町・豊富村と新設合併して市制施行し、中央市となった。ここでは、田富村についても説明する。

## 地理
甲府盆地南部にあたる県中央部、郡南東部に位置。笛吹川、釜無川の二大河川や宇坪川、常永川など支流の小河川が南流する平坦地で、両河川は町域南部の今福新田において合流して富士川となる。

## 歴史

### 先史・古代
町域は頻繁に水害被害に見舞われた笛吹・釜無両河川の氾濫原にあたり、定住が困難な地域であったと推定されているため、先史時代の考古遺跡の分布は少ない。旧石器時代の遺跡は地質学的条件から存在した可能性が低く、縄文時代の遺跡も微高地上に存在した可能性が想定される程度である。弥生時代には町域最古の考古資料である高坏が表面採集されており、古墳時代には土器片や墳墓群が確認されており、古代まで継続的に集落が営まれた。
古代には安楽寿院領の小井川荘や東北院領の布施荘など摂関家領が成立しているほか、市河荘や奈古荘の一部にもあたると考えられている。

### 中世
布施には鎌倉時代から戦国時代にかけての集落遺跡である小井川遺跡が所在し、布施荘の荘域であることを示した銘文を有する鎌倉後期の五輪塔や、戦国期の寺院遺構が検出されている。
戦国期の弘治年間以降には町域には釜無川の本流が流れており、このため頻繁に水害に見舞われたと考えられている。戦国時代から近世初頭には、現在の甲斐市竜王地域に信玄堤が築堤され、釜無川支流の御勅使川流域の治水が施され、これにより釜無川の流路は固定された。その後も近世を通じて水害は続き、しばしばひと村が壊滅するほどの被害を受けた。

### 近世
近世には巨摩郡中郡筋に属し、布施・山神・臼井阿原・東花輪・西花輪・大田和・馬籠・藤巻・今福・今福新田の10か村が成立する。
町域には西花輪村に内藤清右衛門が経営した私塾・時学館をはじめ、東花輪村において弘化2年（1845年）から1873年（明治6年）まで、藤巻村において文政7年（1824年）から元治2年（1865年）まで開かれた寺子屋・養老館が存在した。山神村・今福村にも寺子屋が開かれている。宝暦元年（1751年）には内藤清右衛門が甲府勤番・松平定能の『甲斐国志』編纂に尽力した。天保7年（1836年）に甲斐一国規模の百姓一揆となった天保騒動においては布施・東花輪・西花輪などの村々において打ちこわし被害を受けている。

### 近代
近代にも水害が多く、戦後の昭和30年代に釜無川・笛吹川の堤防補強・河川改修が行われると緩和された。また、地方病 (日本住血吸虫症)の有病地で、町域に存在した臼井沼は原因となるミヤイリガイの生息地であったため、戦後の1977年（昭和52年）に埋め立てられた。また、太平洋戦争の戦局が悪化した1943年（昭和18年）には、工場疎開で立川飛行機が町域に移転している。
戦後には河川改修に伴い、稲作からキュウリ・トマトなどを栽培する近郊農業へ転換する。また、1977年（昭和52年）に山之神に山梨県流通センターや流通会館を含む流通団地が設置され広域流通の拠点となり、甲府市街の拡大に伴い、一帯のベッドタウン化も進む。また、昭和町域の釜無工業団地も隣接し、精密機械工業の工場も進出している。

### 沿革
- 1941年（昭和16年）2月11日 - 小井川村・花輪村・忍村が合併して田富村が発足。
- 1968年（昭和43年）4月1日 - 田富村が町制施行して田富町となる。同時に町章を制定する[2]。
- 2006年（平成13年）2月20日 - 玉穂町・東八代郡豊富村と合併して中央市が発足。同日田富町廃止。

## 交通

### 鉄道

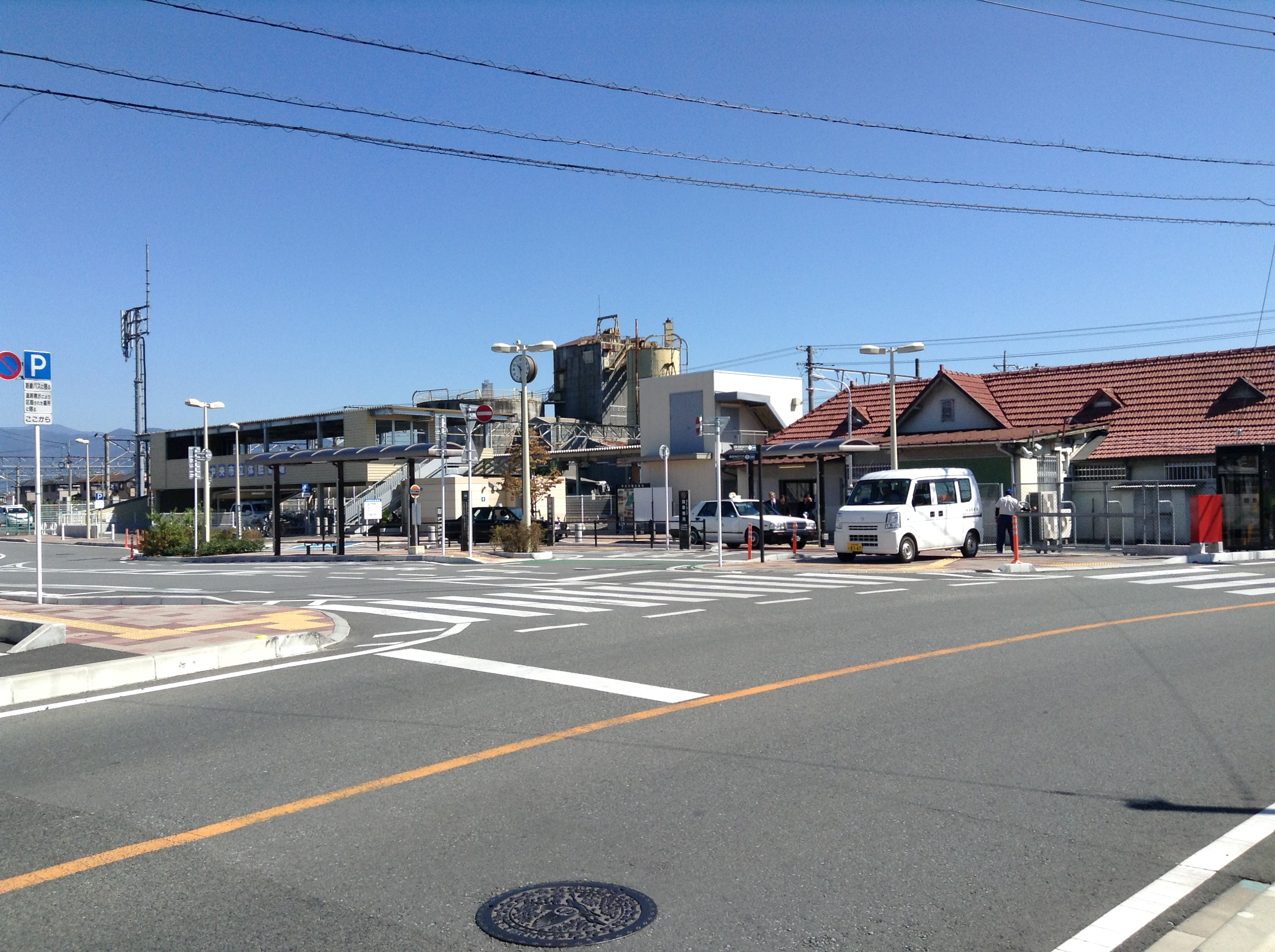
東花輪駅

- 東海旅客鉄道
  - 身延線：東花輪駅

### 道路
- 山梨県道3号甲府市川三郷線
- 山梨県道12号韮崎南アルプス中央線
- 新山梨環状道路

## 教育
- 町立田富小学校
- 町立田富北小学校
- 町立田富南小学校
- 町立田富中学校

## 娯楽
- 宝嶺映画劇場 - 映画館（1953年〜1960年代）

## 出身者
- 幽斎年章（中沢年章、浮世絵師）
- 今福真明（忍村今福出身、北辰一刀流の剣術家、山梨剣法館創設者）
- 緑富士優（元力士）
- 鷹木信吾（プロレスラー）